# Герб Сінт-Естатіуса

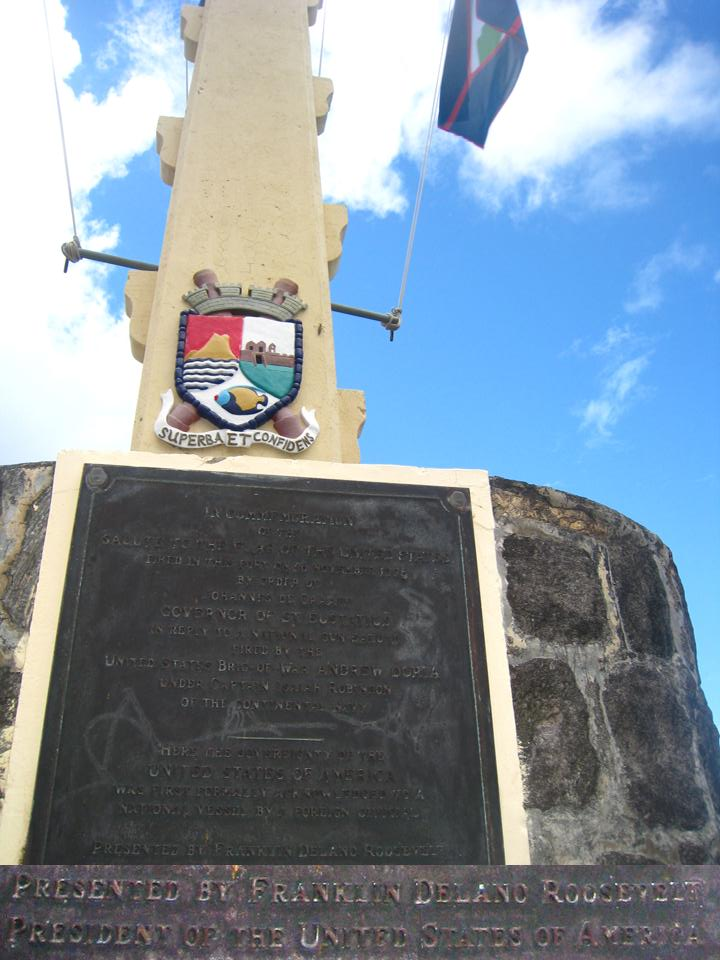
Герб на флагштоку на площі форту Ораньє

Герб Сінт-Естатіуса — герб спеціального муніципалітету Нідерландів Сінт-Естатіуса. Офіційно герб наданий 16 листопада 2004 року під час Дня Статії.

## Опис
Герб описується так: поле поділене у вигнути вилоподібний хрест; у першому червоному полі на хвилястій основі з десяти срібних і синіх смуг золотий скельний масив, що складається з двох частин, задня частина яких становить третину висоти передньої; у другому срібному на зеленій основі фортеця з зубчастою стіною оранжевого кольору, що складається з вхідних воріт, двох шпилевидних веж і дзвіниці; у вигнутому срібному краї риба морський ангел.
Щит, оточений лазуровим ланцюгом з бісеру, поставлений на двох навскіс схрещених тростинах природного кольору і вкритий срібною мурованою короною з чорними швами, що складається з чотирьох веж з чотирма зубцями кожна. Девіз: SUPERBA ET CONFIDENS чорними латинськими літерами на срібній стрічці.

## Символіка
Герб символізує минуле, сьогодення і майбутнє.
- Частина із золотою горою уособлює минуле. У вісімнадцятому столітті острів був одним з найбільш завантажених і найважливіших транзитних портів у Карибському морі. На острові продали статки за те, що дало Сінт-Естатіусу прізвисько «Золота Скеля». Золота скеля — це також назва національного гімну. На гербі сплячий вулкан Квілл, який визначає силует острова, тому здіймається золотом із карибських хвиль. Скрізь на острові пам’ятники та історичні руїни нагадують нам про цей багатий період історії Сінт-Естатіусу.
- Частина з фортецею представляє сьогодення. Відновлений форт Ораньє досі залишається центром громадського життя на острові, де відбувається багато церемоній та святкувань.
- Нижня частина з морським ангелом символізує не тільки до підводну фауну навколо острова, а й майбутнє. Екологічна спадщина Сінт-Естатіус пропонує дайвінг-туризму та багато інших можливостей для розвитку.

Щит покритий мурованою короною, що символізує оборонні споруди, що оточують острів, багато з яких досі на острові в руїнах.
Ланцюжок «блакитних намистин» оточує щит. Ці стародавні намистини використовувалися як засіб платежу та обміну в епоху рабства і досі викидаються на береги острова.
Герб розміщено на двох схрещених стеблах цукрової тростини: нагадування про цукрові плантації, де працювали раби, і чиї руїни досі виходять із ландшафту по всьому острову. Його межі є основою для нинішньої мережі доріг.
Девіз Superba et confidens означає «Гордий» минулим і «Впевнений» у майбутньому.

## Історія
Герб була розроблена в 1999 році Вальтером Хеллебрандом. У 2002 році Верховний шляхетський суд включив до розгляду ряд пунктів для вдосконалення. Ця порада залишилася без наслідків для герба.
Герб громадського органу Сінт-Естатіус був затверджений Королівським указом від 20 вересня 2010 р. № 10.002023.